# Heilig Kruiskerk (Lier)
De Heilig Kruiskerk  is een neoromaanse parochiekerk in de Belgische stad Lier, provincie Antwerpen, gelegen aan het Renaat Veremansplein.
De kerk is ontworpen door Gustaaf Careels in neoromaanse stijl. Het is een driebeukige bakstenen kerk onder een kunstleien zadeldak met rondbogige muuropeningen. Westelijk is er een kleine klokkentoren aangebouwd.